# Trafikundervisning
Trafikundervisning används i förskolorna och skolorna för att undervisa barnen om hur man skall bete sig i trafiken, främst som gående eller cyklist. Vikten av att använda cykelhjälm, cykellyse och reflexer betonas också. Trafikundervisning har blivit allt viktigare med den massbilism som slog igenom under 1900-talet. Trafikundervisningen förknippas mest med mindre barn, ungefär upp till 12-årsåldern, men kan även förekomma i högre årskurser, då till exempel med moped som vanligt tema.
Undervisningen kan genomföras genom att läraren talar om trafiken, liksom att polis kommer till skolan och pratar. Cykling på exempelvis skolgården kan genomföras. Även sånger med trafiktema förekommer.

## Trafikundervisning i världen

### Sverige
1924 utgav Skånska Automobilklubben sin "Trafikbilderbok för skolan", som hade i syfta att lära barn hur de skulle bete sig i trafiken då de var ute och gick eller cyklade. 1926 sände Skolöverstyrelsen ut ett cirkulär till de lokala skolmyndigheterna i Sverige med direktiv om trafikundervisning. 1937 utkom "1937 års handbok för trafikundervisning". 1939 kom Skolornas trafikbok, en lärobok för skolorna i trafikundervisning, som inte såg bilarna i sig som problemet, utan människans svårigheter att handskas med dem.
1945 kom betänkandet "Åtgärder för höjandet av trafiksäkerheten", med synpunkter på att barn under 7 år inte skulle vistas ensamma i trafiken. 1945 tillsattes även en utredning som skulle ge förslag för att höja trafiksäkerheten. Under andra världskriget var nästan all privatbilism förbjuden i Sverige. Då samhället nu skulle återanpassa sig till en biltrafik som inte låg kvar på 1939 års nivå, utan kom att öka. Ett betänkande lämnades även 1948. Skolpolisverksamheten i USA sågs som en förebild.
1949 kom den första kursplanen i trafik. Den gällde från första till åttonde skolåret, och omfattade hur man skulle gå och cykla. Den föreskrev att man varje termin ägnade tre gymnastiklektioner och två halva idrottsdagar åt trafikundervisning. Undervisningen skulle knytas till ämnena, hembygdskunskap, gymnastik, samhällskunskap och som en del i friluftsverksamhet
1953 års handbok för trafikundervisning kom i en tid då bilismen börjat bli alltmer intensiv. Skolpolis, som 1974 bytte namn till skolpatrull, infördes. Man hade också så kallade "trafikkort", där två elever ställde sig vid skolgårdens infart och uppmärksammade regelbrytare och rapporterade till lärare. Bock sattes i felande elevers trafikkort. Så kallade trafiktävlingar i utslagsform, med bland annat frågor, anordnades, där varje skola utsåg en skolmästare i trafik, som gick till länsfinal och riksfinal. Riksfinalerna, som sändes via skolradio från 1949, upphörde 1977. Frågorna togs fram av NTF, Skolöverstyrelsen samt Cykel- och mopedfrämjandet.
Med U-55, en undervisningsplan för folksolorna i Sverige, sågs den ökande trafiken alltmer som ett närmiljöproblem. Sedan kom även 1961 års handledning i trafikundervisning. 1965 lämnades betänkandet "Körkortet och trafikutbildningen", som föreslog att skolornas trafikundervisning skulle motsvara teoriprovet för den som tar körkort. 1968 utfärdade Skolöverstyrelsen nya riktlinjer för trafikundervisningen. Med lgr-69, en läroplan för grundskolorna i Sverige 1969, slopades de tidigare föreskrifterna om att eleverna sammanlagt skall få en positiv syn på trafikutvecklingen.
Under 1970-talet började man alltmer uppmärksamma andra nackdelar med bilismen än trafikolyckor. Även miljöförstöring och förbrukning av ändliga resurser uppmärksammades. Barnen sågs alltmer som utsatta, detta medan alltfler familjer skaffade bil. Kampanjer genomfördes.
1969 bildades Trafikundervisningen i skolan (TRUSK), med representanter från Skolöverstyrelsen, Trafiksäkerhetsverket, Rikspolisstyrelsen och Sveriges Radio. På ett av de första mötena behandlades frågan om en undersökning av skolornas trafikundervisning. Tre rikrepresentativa undersökningar om traikkunskaper på grundskolans mellanstadium och högstadium genomfördes åren 1969, 1972  och 1976 bland lärare och elever. 1972 fick undersökningarna en stor uppmärksamhet i massmedia, där det stod att kunskaperna minskat sedan 1969. Bland de vanligaste felen var att eleverna skjutsade på cykel, körde moped innan de fyllt 15 år samt inte hade belysning på cykeln. Läroplanssupplementet i trafik 1974 betonade särskilt gång- och cykeltrafikantbeteenden.
I utredningen "Barns trafiksakerhet" 1979 konstaterades det vara osannolikt att även den mest effektiva trafikträningen skulle garantera att barnen beter sig på ett säkert sätt i trafiken.
I slutet av 1970-talet pågick en intensiv debatt om hälsorisker som avgaser och buller. Samtidigt började olycksantalet bland barn i trafiken att sjunka, fastän bilismen fortsatte att öka.
Under 1980-talet började man alltmer uppmärksamma hur farlig en skolväg egentligen får vara.
Med lgr-80, en läroplan för grundskolorna i Sverige 1980, beskrevs ingen trafikundervisning. Det gjordes istället i kursplanerna.
1983 kom handledningen "Skolan och trafiken".
I konferensen "Elevers medinflytande och delaktighet för en bättre trafikmiljö", som anordnades av Skolöverstyrelsen och Trafiksäkerhetsverket i Borlänge 1986 deltog elever och skolpersonal från Sverige, Norge och Finland på en nordisk konferens om trafikundervisning. 
1993 startade Vägverket projektet "Forska och lära" för att stödja och stimulera arbetet med trafikfrågor inom skola och barnomsorg.